# Soquete 478

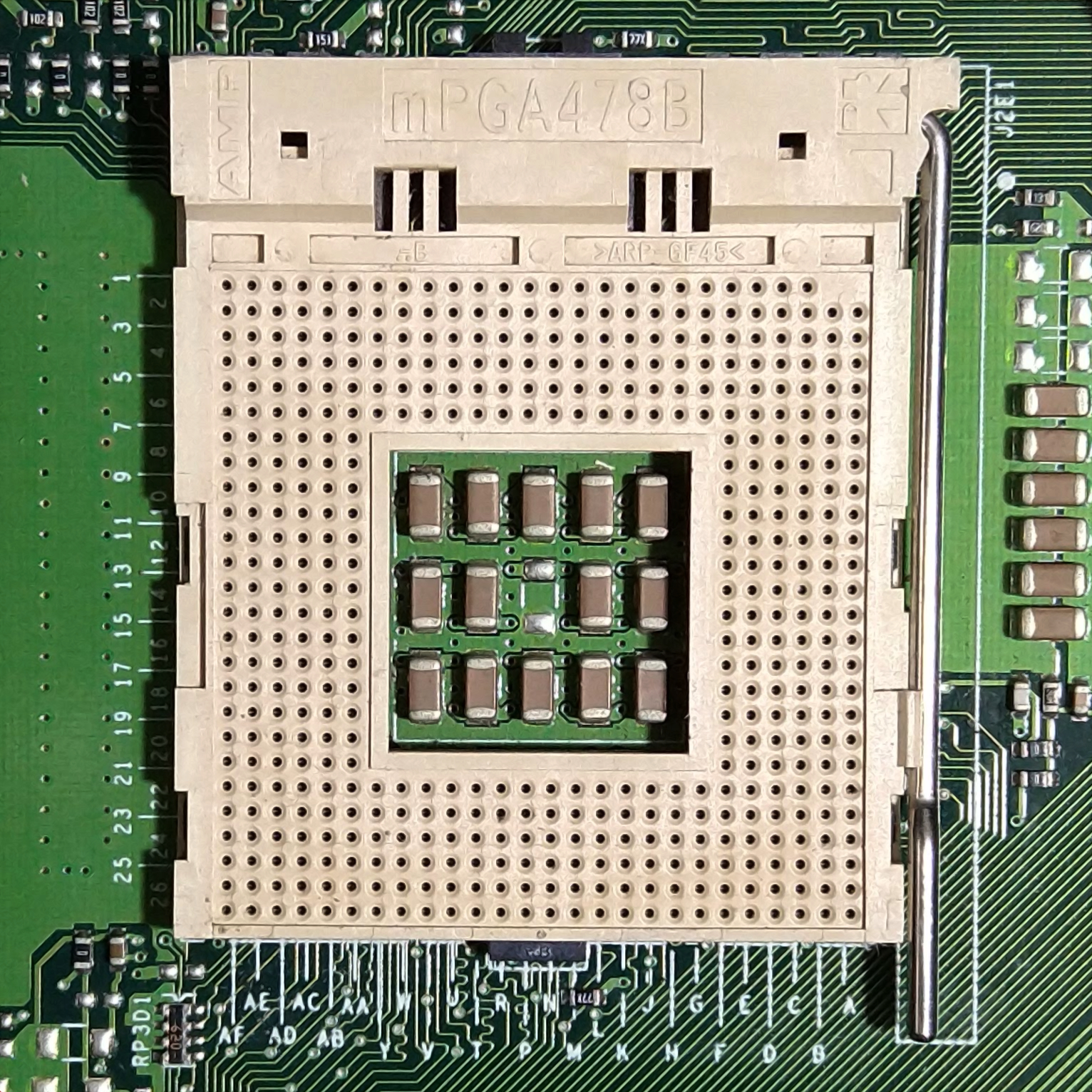
Soquete mPGA478

O Soquete mPGA478 é um soquete para processadores Intel com 32 bits. Os processadores para soquete 478 tem suporte somente para memórias DDR SDRAM(133/266/333/400). Nos processadores 478, os pinos ficam nos processadores como na grande maioria deles, não é o caso do LGA775 onde os pinos se localizam na placa-mãe. Para processadores mPGA478 não existe a tecnologia dual-core, com mais de um núcleo.

## Modelos de Processadores
Exceto processadores Celeron e Celeron D

### IntelPentium 4Extreme Edition suportando a TecnologiaHyper-Threading
| Modelo | Arquitetura | Cache L2 | Cache L3 | Velocidade | Barramento |
| ------ | ----------- | -------- | -------- | ---------- | ---------- |
| ND     | 0,13 micron | 512KB    | 2MB      | 3,40GHz    | 800Mhz     |
| ND     | 0,13 micron | 2MB      | ND       | 3,20GHz    | 800Mhz     |

### Intel Pentium 4 com suporte para a tecnologia HT
| Modelo | Arquitetura  | Cache L2 | Velocidade | Barramento |
| ------ | ------------ | -------- | ---------- | ---------- |
| ND     | 90nm         | 1MB      | 3,40GHz    | 800Mhz     |
| ND     | 90nm         | 1MB      | 3,20GHz    | 800Mhz     |
| ND     | 90nm         | 1MB      | 3,0GHz     | 800Mhz     |
| ND     | 90nm         | 1MB      | 2,80GHz    | 800Mhz     |
| ND     | 0,13 microns | 512KB    | 3,40GHz    | 800Mhz     |
| ND     | 0,13 microns | 512KB    | 3,20GHz    | 800Mhz     |
| ND     | 0,13 microns | 1MB      | 3GHz       | 800Mhz     |
| ND     | 0,13 microns | 1MB      | 2,80GHz    | 800Mhz     |
| ND     | 0,13 microns | 1MB      | 2,60GHz    | 800Mhz     |
| ND     | 0,13 microns | 1MB      | 2,40GHz    | 800Mhz     |

### Intel Pentium 4
| Modelo | Arquitetura  | Cache L2 | Velocidade | Barramento |
| ------ | ------------ | -------- | ---------- | ---------- |
| SL7PK  | 90nm         | 1MB      | 2,80GHz    | 533Mhz     |
| ND     | 90nm         | 1MB      | 2,40GHz    | 533Mhz     |
| ND     | 0,13 microns | 512KB    | 3,06GHz    | 533Mhz     |
| ND     | 0,13 microns | 512KB    | 2,80GHz    | 533Mhz     |
| ND     | 0,13 microns | 512KB    | 2,66GHz    | 533Mhz     |
| ND     | 0,13 microns | 512KB    | 2,53GHz    | 533Mhz     |
| ND     | 0,13 microns | 512KB    | 2,40GHz    | 533Mhz     |
| ND     | 0,13 microns | 512KB    | 2,26GHz    | 533Mhz     |
| ND     | 0,13 microns | 512KB    | 2,80GHz    | 400Mhz     |
| ND     | 0,13 microns | 512KB    | 2,60GHz    | 400Mhz     |
| ND     | 0,18 microns | 512KB    | 2,50GHz    | 400Mhz     |
| ND     | 0,18 microns | 512KB    | 2,40GHz    | 400Mhz     |
| ND     | 0,18 microns | 512KB    | 2,20GHz    | 400Mhz     |
| ND     | 0,18 microns | 256KB    | 2,00GHz    | 400Mhz     |
| ND     | 0,18 microns | 512KB    | 2,00GHz    | 400Mhz     |
| ND     | 0,18 microns | 256KB    | 1,90GHz    | 400Mhz     |
| ND     | 0,18 microns | 256KB    | 1,80GHz    | 400Mhz     |
| ND     | 0,18 microns | 256KB    | 1,70GHz    | 400Mhz     |
| ND     | 0,18 microns | 256KB    | 1,60GHz    | 400Mhz     |
| ND     | 0,18 microns | 256KB    | 1,50GHz    | 400Mhz     |